# Columnea chiricana
Columnea chiricana är en tvåhjärtbladig växtart som beskrevs av Wiehler. Columnea chiricana ingår i släktet Columnea och familjen Gesneriaceae. Inga underarter finns listade i Catalogue of Life.